# Кинли Лендуп
Кинли Лендуп (енгл. Kinley Lhendup; 16. јун 2004) бутански је пливач чија специјалност су трке мешовитим и делфин стилом.

## Спортска каријера
Лендуп је пливањем почео да се бави захваљујући развојном програму ФИНА који омогућава талентованим младим пливачима из неразвијених земаља да се пливачки усавршавају тренирајући у развојним ФИНА камповима широм света. Лендуп је заједно са сународником Сангајем Тензином у априлу 2019. почео са пливачким тренинзима у кампу на Пукету (Тајланд) и свега три месеца касније, обојица пливача су захваљујући специјалној позивници по први пут наступили на неком од светских првенстава. Уједно је то било и прво икада учешће Бутана на неком од међународних пливачких такмичења.
Кинли се на светском првенству у корејском Квангџуу 2019. такмичио у две дициплине. Прво је у трци на 50 делфин заузео претпоследње 93. место у квалификацијама, да би потом у трци на 200 мешовито званично био последњи (51).